# أميمة البوشتي
أميمة البوشتي (ولدت في 7 أكتوبر 2000) لاعبة تايكوندو مغربية، حصلت على الميدالية الفضية في الألعاب الأفريقية وحصلت على أربع ذهبيات في بطولة أفريقيا للتايكوندو. كما مثلت المغرب في الألعاب الأولمبية الصيفية 2020 في اليابان والألعاب الأولمبية الصيفية 2024 في باريس.
حجزت بطاقة التأهل لدورة طوكيو 2020، وذلك خلال اليوم الأول من الإقصائيات الإفريقية التي احتضنتها الرباط.

## مسيرتها
حصلت البوشتي على الميدالية البرونزية في فئة أقل من 49 كجم خلال ألعاب البحر الأبيض المتوسط 2018 في طراغونة.
كما فازت بالميدالية الذهبية تحت 53 كجم في بطولة أفريقيا للتايكوندو 2018 في أكادير، بعد فوزها على التونسية رحمة بن علي في المباراة النهائية.
سنة 2019، حصلت على الميدالية الفضية تحت 53 كجم في الألعاب الأفريقية 2019 في الرباط.
سنة 2022 فازت بالميدالية الذهبية تحت 53 كجم في بطولة أفريقيا للتايكوندو 2022 في كيغالي، بعد فوزها على التونسية عهود بن عون في المباراة النهائية.
سنة 2023 فازت بالميدالية الذهبية تحت 53 كجم في بطولة أفريقيا للتايكوندو 2023 في أبيدجان، بعد فوزها على الكوديفوارية بوما كوليبالي في المباراة النهائية.
حصلت على الميدالية البرونزية لوزن أقل من 53 كجم وعلى الميدالية الذهبية للفرق في دورة الألعاب الأفريقية 2023 في أكرا.

## روابط خارجية
- أميمة البوشتي على موقع TaekwondoData.com (الإنجليزية)
- أميمة البوشتي على موقع اللجنة الأولمبية الدولية (الإنجليزية)
- أميمة البوشتي على موقع أوليمبيديا (الإنجليزية)
- أميمة البوشتي على موقع اللجنة الأولمبية المغربية (الفرنسية)